# المجلس الوطني البحريني
المجلس الوطني البحريني هو السلطة التشريعية في مملكة البحرين، ويتكون المجلس من مجلس النواب المنتخب من الشعب ومجلس الشورى المُعين من قبل الملك على النحو المنصوص عليه في دستور البحرين 2002.
ويشكل المجلس 80 مقعداً، 40 عضواً في مجلس النواب و40 عضواً في مجلس الشورى.
وتنص المادة 102 من دستور البحرين، على أنه يتولى رئيس مجلس النواب رئاسة اجتماع المجلس الوطني وعند غيابه يتولى ذلك رئيس مجلس الشورى ثم النائب الأول لرئيس مجلس النواب ثم النائب الأول لرئيس مجلس الشورى ثم النائب الثاني لرئيس مجلس النواب ثم النائب الثاني لرئيس مجلس الشورى.

## المجلس الوطني وفقاً لدستور 1973
في 11 يوليو 1973م، أصدر الشيخ عيسى بن سلمان آل خليفة أمير البحرين أنذاك مرسوما يحدد فيه "أحكام الانتخاب للمجلس الوطني"، وجاء في المادة الأولى من هذا المرسوم: "يتألف المجلس الوطني من ثلاثين عضوا، ينتخبهم الشعب بطريق الانتخاب العام السري المباشر، ويكون الوزراء أعضاء في المجلس الوطني بحكم مناصبهم"، إلا أن المرأة لم يسمح لها بالانتخاب أو التصويت.
أصدر الشيخ خليفة بن سلمان آل خليفة رئيس الوزراء أنذاك في 16 أغسطس 1973م قرارا حدد فيه "المناطق والدوائر الانتخابية"، وشهد صباح يوم 7 ديسمبر 1973م، بدء العملية الانتخابية، حيث تنافس 114 مرشحا يمثلون كافة فئات واتجاهات الشعب البحريني، للفوز بمقاعد المجلس، فيما بلغ عدد المسجلين في الجداول الانتخابية 27 ألف ناخب، مقارنة بنحو 22 ألفا سجلوا في انتخابات المجلس التأسيسي.
في 26 أغسطس 1975 صدر مرسوماً أميرياً بحل المحلس الوطني وكما صدر أمر أميري بتأجيل أنتخاب أعضاء المجلس الوطني ووقف العمل ببعض مواد الدستور وتوقفت بعدها الحياة النيابية في البحرين إلى سنة 2002. 
لم يكن هنالك سبب رسمي لذلك القرار، ولكن قيل أن رفض الحكومة لتمرير قانون أمن الدولة المقدم لعام 1974م، وقيل أيضاً أن النظام تخوف من التعرض إلى الفتن داخلية التي ربما تتطور إلى حرب أهلية شبيهة بتلك التي اندلعت في لبنان بسبب الانقسامات المذهبية والاستقطابات الحادة التي كان يتعرض لها المجتمع البحريني آنذاك.

### أعضاء المجلس
| الاسم                           | الدائرة الانتخابية | عدد الأصوات | المنصب      |
| ------------------------------- | ------------------ | ----------- | ----------- |
| رسول الجشي                      | الأولى             | 759         |             |
| خالد إبراهيم الذوادي            | الأولى             | 691         |             |
| الدكتور عبد الهادي خلف          | الثانية            | 711         |             |
| حسن جواد الجشي                  | الثانية            | 582         | رئيس المجلس |
| محمد سلمان أحمد حماد            | الثالثة            | 288         |             |
| محمد عبد الله هرمس              | الرابعة            | 304         |             |
| محسن حميد مرهون                 | الرابعة            | 221         |             |
| علي صالح الصالح                 | الخامسة            | 468         |             |
| حمد عبدالله أبل                 | السادسة            | 311         |             |
| علي إبراهيم عبد العال           | السابعة            | 207         |             |
| عبد الله علي المعاودة           | الثامنة            | 580         |             |
| جاسم محمد مراد                  | الثامنة            | 596         |             |
| علي قاسم ربيعة                  | التاسعة            | 573         |             |
| محمد جابر الصباح                | التاسعة            | 341         |             |
| عيسى حسن الذوادي                | العاشرة            | 557         |             |
| إبراهيم محمد حسن فخرو           | العاشرة            | 488         |             |
| خليفة أحمد البنعلي              | الحادية عشر        | 388         | نائب الرئيس |
| عبدالله منصور عيسى              | الثانية عشر        | 650         |             |
| مصطفى محمد القصاب               | الثالثة عشر        | 665         |             |
| السيد علوي السيد مكي الشرخات    | الثالثة عشر        | 633         |             |
| الشيخ عبدالله الشيخ محمد المدني | الرابعة عشر        | 771         | أمين السر   |
| الشيخ عيسى أحمد قاسم            | الخامسة عشر        | 1079        |             |
| الشيخ عبد الأمير منصور الجمري   | الخامسة عشر        | 817         |             |
| الشيخ عباس الريس                | السادسة عشر        | 324         |             |
| يوسف سلمان كمال                 | السابعة عشر        | 359         |             |
| عبد العزيز منصور العالي         | الثامنة عشر        | 631         |             |
| حسن علي المتوج                  | التاسعة عشر        | 585         |             |
| سلمان الشيخ محمد ناصر           | التاسعة عشر        | 495         |             |
| الشيخ إبراهيم بن سلمان آل خليفة | العشرين            | 572         |             |
| خليفة أحمد الظهراني             | العشرين            | 250         |             |

## المجلس الوطني وفقاً لدستور 2002
بعد وفاة الشيخ عيسى بن سلمان آل خليفة أمير البحرين في 6 مارس 1999 وتولي ابنه الأكبر وولي عهده الملك حمد بن عيسى آل خليفة مقاليد الحكم عادت الحياة البرلمانية مجدداً بعد أن توقفت لمدة 27 سنة أثر حل المجلس الوطني في 26 أغسطس 1975 ، حيث أصدر الملك حمد في 14 فبراير 2002 دستور البحرين 2002 ووفقاً للدستور أصبحت السلطة التشريعية (المجلس الوطني) تتكون من مجلسين: مجلس النواب  الشعب ومجلس الشورى يتكون من 40 عضو يعينهم الملك بأمر ملكي. 
وأجريت أول أنتخابات لمجلس النواب بعد عودة الحياة البرلمانية في 24 أكتوبر 2002 وكما أصدر الملك حمد أمر ملكي بتعين أعضاء مجلس الشورى بعد الانتخابات.  

### صلاحيات مجلس النواب
- أقتراح أو مناقشة تعديل الدستور
- أقتراح القوانين
- الموافقة أو رفض المراسيم بقوانين
- مناقشة مشروعات القوانين التي تحال للمجلس من الحكومة والموافقة عليها أو رفضها
- توجيه الأسئلة لرئيس مجلس الوزراء ونوابه والوزراء (السؤال البرلماني)
- أستجواب الوزراء بناء على طلب موقع من 5 أعضاء
- طرح الثقة في الوزراء
- طرح عدم أمكان التعاون مع رئيس مجلس الوزراء
- مناقشة برنامج عمل الحكومة
- تشكيل لجان التحقيق

### صلاحيات مجلس الشورى
مناقشة مشروعات القوانين والمراسيم بقوانين التي تحال أليه من مجلس النواب حيث يكون له حق قبول المشروع أو تعديله أو رفضه وكذالك حق قبول المرسوم بقانون أو رفضه
أقتراح القوانين
أقتراح تعديل الدستور
توجيه أسئلة مكتوبة للوزراء (الأسئلة البرلمانية)

## وصلات خارجية
- 2002 Constitution: Section 3 The Legislative Authority National Assembly
- 1973 Constitution: Chapter II Legislative Power
- الحياة النيابية البحرينية.. محطات تاريخية ((جريدة الوسط))